# Tanaoceridae
Super-famille
Famille
Les Tanaoceridae sont une famille d'insectes orthoptères, la seule de la super-famille des Tanaoceroidea.

## Distribution
Les espèces de cette famille se rencontrent dans l'Ouest du Mexique et dans le Sud-Ouest des États-Unis.

## Liste des genres
Selon Orthoptera Species File (13 juillet 2018) :
- Mohavacris Rehn, 1948
- Tanaocerus Bruner, 1906

## Publication originale
- Rehn, 1948 : The locust genus Tanaocerus as found in the United States, and the description of a related new genus (Orthoptera, Acridoidea). Proceedings of the Academy of Natural Sciences, Philadelphia, vol. 100, p. 1-22.